# Осипов, Иван Павлович (тренер)
Ива́н Па́влович О́сипов (1917—1974) — советский тренер по боксу. Тренер отделения бокса Ленинградского дворца пионеров имени А. А. Жданова, тренер ленинградского СКА и сборной команды Ленинграда по боксу, преподаватель Высшего военно-морского училища подводного плавания имени Ленинского комсомола. Личный тренер олимпийского чемпиона, двукратного чемпиона Европы Геннадия Шаткова. Заслуженный тренер СССР (1957).

## Биография
Родился в 1917 году. С юных лет увлекался боксом, выпускник Государственного института физической культуры имени П. Ф. Лесгафта. Ученик заслуженного мастера спорта и заслуженного тренера СССР Георгия Ивановича Шевалдышева.
Начинал тренерскую деятельность в секции бокса при Ленинградском дворце пионеров имени А. А. Жданова (ныне Санкт-Петербургский городской дворец творчества юных). Позже преподавал в Высшем военно-морском училище подводного плавания имени Ленинского комсомола, работал со студентами Ленинградского государственного университета.
Тренировал боксёров Вооружённых Сил СССР, тренер ленинградской боксёрской команды СКА. Вместе со своим одноклассником и другом Александром Николаевичем Кудриным работал в сборной команде Ленинграда по боксу, в частности отвечал здесь за юношеский состав.
Наиболее известен широкой общественности как первый и неизменный тренер заслуженного мастера спорта Геннадия Шаткова, чемпиона летних Олимпийских игр в Мельбурне, двукратного чемпиона Европы, трёхкратного чемпиона СССР, победителя Спартакиады народов СССР. Шатков тренировался под руководством Осипова с двенадцатилетнего возраста на протяжении всей своей дальнейшей спортивной карьеры. За подготовку этого выдающегося боксёра в 1957 году Иван Осипов был удостоен почётного звания «Заслуженный тренер СССР».
Умер в 1974 году.

## Награды
- Орден «Знак Почёта»[4] (27.04.1957) — «за успехи, достигнутые в деле развития массового физкультурного движения в стране, повышения мастерства советских спортсменов, и успешное выступление на международных соревнованиях»